# آکوامن (فیلم)
آکوامن (انگلیسی: Aquaman) یک فیلم در ژانر ابرقهرمانی و محصول سال ۲۰۱۸ آمریکا، به کارگردانی جیمز وان است. فیلم‌نامهٔ این فیلم توسط ویل بیل؛ بر پایهٔ شخصیتی به همین نام از شرکت دی‌سی کامیکس به رشتهٔ تحریر درآمده‌است. آکوامن ششمین فیلم در دنیای سینمایی دی‌سی محسوب می‌شود و شرکت برادران وارنر مسئول ساخت و اکران آن بوده‌است. جیسون موموآ در نقش اصلی فیلم بازی کرده و پاتریک ویلسون، امبر هرد، ویلم دفو، دولف لاندگرن، یحیی عبدالمتین دوم و نیکول کیدمن نیز از دیگر بازیگران فیلم هستند. بعد از بتمن در برابر سوپرمن: طلوع عدالت و لیگ عدالت، این سومین فیلمی است که شخصیت آکوامن در آن حضور دارد و همچنین نخستین فیلم جداگانهٔ این شخصیت به‌شمار می‌آید.
موضوع ساخت فیلمی بر اساس شخصیت آکوامن، نخستین‌بار در سال ۲۰۰۴ مطرح شد اما علی‌رغم تلاش‌های مختلف، پروژهٔ ساخت فیلم برای سال‌ها به تعویق افتاد. در اوت ۲۰۱۴، ویل بیل و کرت جانستد استخدام شدند تا هرکدام فیلم‌نامه جداگانه‌ای برپایهٔ این شخصیت بنویسند. خبر قطعی ساخت فیلم در اکتبر ۲۰۱۴ اعلام شد. سپس در آوریل ۲۰۱۵ جیمز وان به عنوان کارگردان با پروژه قرارداد امضا کرد و اعلام شد که فیلم‌نامهٔ بیل در دست ساخت قرار گرفته‌است. فیلم‌برداری فیلم از ۲ مهٔ ۲۰۱۷ در استرالیا آغاز شد. عمدهٔ فیلم در استودیویی واقع در گلد کوست مقابل دوربین رفت. کانادا، ایتالیا و مراکش نیز از دیگر لوکیشن‌های فیلم هستند. کار فیلم‌برداری در تاریخ ۲۱ اکتبر ۲۰۱۷ به پایان رسید.
نخستین نمایش فیلم در تاریخ ۲۶ نوامبر ۲۰۱۸، در شهر لندن بود و همچنین توسط برادران وارنر در ۲۱ دسامبر ۲۰۱۸، در ایالات متحده به صورت سه‌بعدی و آی‌مکس اکران شد. آکوامن با واکنش‌های عمدتاً مثبتی همراه بود. کارگردانی جیمز وان و نقش‌آفرینی موموآ و ویلسون، مورد ستایش منتقدان قرار گرفتند. آکوامن ۱٫۱ میلیارد دلار در سراسر جهان فروش کرد در حالی که بودجهٔ ساختش ۱۶۰ _ ٢٠٠ میلیون دلار بوده‌است. آکوامن پنجمین فیلم پرفروش سال ۲۰۱۸، پرفروش‌ترین فیلم دنیای سینمایی دی‌سی، نهمین فیلم پرفروش ابرقهرمانی تاریخ و ۲۲امین فیلم پرفروش تاریخ سینما است.
دنبالهٔ این فیلم با عنوان آکوامن و پادشاهی گم‌شده، قرار است در تاریخ ٢۵ دسامبر ٢٠٢٣ اکران شود که همانند فیلم نخست، دیوید لزلی جانسون وظیفهٔ نوشتن فیلم‌نامه و جیمز وان وظیفهٔ کارگردانی را برعهده دارند.

## خلاصه داستان
در سال ۱۹۸۵ در مین، نگهبان فانوس دریایی توماس کری در یک طوفان موفق به نجات آتلانا، ملکه آتلانتیس (که از یک ازدواج برنامه‌ریزی شده فرار کرده‌است) می‌شود. آن‌ها عاشق هم شده و صاحب پسری به نام آرتور می‌شوند که می‌تواند با موجودات دریایی ارتباط برقرار کند. سربازان آتلانتیس برای بردن آتلانا می‌آیند و او مجبور می‌شود خانواده اش را رها کند. او برای تربیت آرتور به مشاورش نیودیس ولکو اعتماد می‌کند. آرتور به جنگجوی ماهری تبدیل می‌شود و می‌فهمد آتلانا بخاطر عشق ورزی به یک انسان و داشتن یک پسر نیمه انسان اعدام شده‌است.

## مشروح داستان
در سال ۱۹۸۵ در ایالت مین، نگهبان فانوس دریایی، توماس کوری، در جریان طوفانی شدید، آتلانا، ملکهٔ پادشاهی زیرآبی آتلانتیس را نجات می‌دهد. آن دو عاشق می‌شوند و پسری به نام آرتور کوری به دنیا می‌آورند که توانایی ارتباط با موجودات دریایی را دارد.
زمانی‌که سربازان آتلانتیسی به‌فرمان شاه اوروَکس، پادشاه وقت آتلانتیس، برای بازگرداندن آتلانا که از ازدواج اجباری گریخته بود، به سراغش می‌آیند، او برای محافظت از خانواده‌اش ناچار می‌شود آن‌ها را ترک کرده و به آتلانتیس بازگردد. او قول می‌دهد زمانی‌که اوضاع امن شد، بازگردد، و آموزش پسرش آرتور را به مشاورش نویدیس وولکو می‌سپارد. آرتور که به جنگ‌جویی ماهر تبدیل می‌شود، پس از اطلاع از این‌که اوروکس به‌خاطر عشق آتلانا به یک انسان، او را اعدام کرده، و به‌خاطر تولد نامشروعش، آتلانتیس را طرد می‌کند.
در زمان حال، آرتور به‌عنوان یک فرا انسان که مردم او را «آکوامن» می‌نامند، شناخته شده است. یک سال پس از شکست استپن‌وولف، آرتور با گروهی دزد دریایی که زیردریایی روسیه‌ای کلاس «آکولا» به نام «ولک» را ربوده‌اند، مقابله می‌کند. رهبرشان، «جسی کین»، هنگام گرفتار شدن در یک اژدر کشته می‌شود و پسرش، دیوید، در پی آن‌که آرتور به‌خاطر جنایات‌شان از نجات او خودداری می‌کند، سوگند به انتقام می‌خورد.
اورم ماریوس، پسر اوروکس و برادر ناتنی جوان‌تر آرتور و پادشاه جدید آتلانتیس، شاه نریوس از زِبِل را قانع می‌کند که برای مقابله با دنیای سطحی که دریاها را آلوده کرده، با او متحد شود. اگر اورم موفق به اتحاد چهار پادشاهی شود، به‌عنوان فرمانروای دریا، فرمانده قدرتمندترین نیروی زیرآبی زمین خواهد شد. حملهٔ ساختگی یک زیردریایی، که در واقع با اجیرکردن دیوید و جسی ترتیب داده شده، اورم را مجاب می‌کند که موجی سهمگین (تسونامی) به‌راه اندازد تا حمایت نریوس را جلب کند و زمینهٔ نابودی آرتور را فراهم آورد. او برای این منظور، زره‌ای جنگی آتلانتی به دیوید می‌دهد.
مرا، دختر نریوس که نامزد اورم است، از همکاری با آن‌ها سر باز می‌زند و از آرتور کمک می‌خواهد. آرتور، پس از آن‌که پدرش به‌دلیل سونامی اورم نزدیک بود جانش را از دست بدهد، همراه مرا به آتلانتیس می‌رود. وولکو به آرتور توصیه می‌کند برای بازپس‌گیری جایگاه پادشاهی‌اش، نیزهٔ آتلان، پادشاه نخست آتلانتیس، را بیابد.
مرا و آرتور در مسیرشان مورد حملهٔ سربازان اورم قرار می‌گیرند و آرتور اسیر می‌شود. اورم، او را مقصر مرگ آتلانا می‌داند و در دوئلی نزدیک است او را بکشد، اما مرا نجاتش می‌دهد. آن دو به پادشاهی گمشدهٔ «ساکنان صحرا» در زیر صحرای بزرگ آفریقا می‌روند، جایی که نیزه در آن ساخته شده بود، و پیام هولوگرافیکی‌ای را می‌یابند که آن‌ها را به سیسیل در ایتالیا هدایت می‌کند. در آن‌جا، مختصات نیزه را به‌دست می‌آورند. هم‌زمان، اورم وولکو را زندانی کرده و با کشتن شاه پادشاهی ماهی‌گیران، آن‌ها را مجبور به بیعت با خود می‌کند.
دیوید که خود را «بلک مانتا» می‌نامد، با آرتور وارد نبرد می‌شود، اما شکست می‌خورد. آرتور و مرا با هیولاهای دوزیست ترنچ مبارزه می‌کنند و در نهایت از طریق یک کرم‌چاله به دریای ناشناخته‌ای در مرکز زمین منتقل می‌شوند. آن‌ها در آن‌جا با آتلانا دیدار می‌کنند، که زنده مانده و به آن‌جا گریخته، اما راه بازگشت نیافته بود.
آرتور با موجود افسانه‌ای کاراثن، نگهبان نیزه، روبه‌رو می‌شود و پس از غلبه بر او، نیزه را به‌دست می‌آورد که کنترل هفت دریا را به او می‌دهد. اورم در حال حمله به پادشاهی بریاین است تا خود را فرمانروای دریا اعلام کند، اما آرتور با ارتشی از موجودات دریایی به مقابله با او می‌رود.
پس از آن‌که پیروان اورم متوجه می‌شوند آرتور نیزهٔ آتلان را در اختیار دارد، او را به‌عنوان پادشاه حقیقی می‌پذیرند. آرتور، پس از شکست‌دادن اورم در دوئل، جانش را می‌بخشد، و اورم نیز با دانستن این‌که آرتور مادرشان را نجات داده، حکم زندان را می‌پذیرد. آتلانا با توماس دیدار دوباره می‌کند و آرتور بر تخت پادشاهی می‌نشیند.
در صحنهٔ میان‌تیتراژ، مانتا توسط دکتر استفن شین، دانشمند و نظریه‌پرداز توطئه‌ای که وسواس کشف آتلانتیس را دارد، نجات می‌یابد و در ازای کمک در انتقام از آرتور، پذیرا می‌شود که شین را به آتلانتیس هدایت کند.

## بازیگران
- جیسون موموآ در نقش آرتور کِری / آکوامن
- پاتریک ویلسون در نقش اُورم ماریوس / اوشن مستر
- امبر هرد در نقش مرا
- ویلم دفو در نقش نیودیس ولکو
- یحیی عبدالمتین دوم در نقش دیوید کین / بلک مانتا
- تمورا موریسون در نقش توماس کری
- دولف لاندگرن در نقش نرئوس
- نیکول کیدمن در نقش آتلانا
- مایکل بیچ در نقش جس کین
- گراهام مک‌تاویش در نقش آتلان
- رندل پارک در نقش استیون شین